# ’68 (Band)
’68 ist das musikalische Projekt des ehemaligen The-Chariot-Sängers Josh Scogin, das kurz nach der Auflösung seiner früheren Band gegründet wurde. Es ist dem Noise-Punk zuzuordnen.

## Geschichte
Josh Scogin rief das Projekt unmittelbar nach der Trennung seiner früheren Band The Chariot im Jahr 2013 in Atlanta, Georgia ins Leben. Unmittelbar nach der Gründung wurde die EP Midnight mit zwei Liedern online veröffentlicht. Diese wurde im April 2014 über No Sleep Records neu aufgelegt. Es folgte eine Tournee als Opening-Act für Chiodos, Emarosa, Our Last Night und Hands Like Houses. Im Mai gleichen Jahres wurde das Projekt von Good Fight Music und eOne Music unter Vertrag genommen. Über die beiden Plattenfirmen erschien bereits im Juli das Debütalbum In Humor and Sadness, dass eine Chartnotierung auf Platz 109 in den US-amerikanischen Albumcharts erreichen konnte.
Im Januar des Jahres 2016 begannen die Arbeiten an dem zweiten Album, das im Juni des Jahres 2017 unter dem Namen Two Parts Viper über eOne und Cooking Vinyl veröffentlicht wurde. Schlagzeuger McClellan, der das Projekt seit Beginn unterstützte beendete die Zusammenarbeit und wurde durch Nikko Yamada zunächst als Sessionmusiker ersetzt.

## Diskografie
- 2013: Midnight (EP, Eigenproduktion, 2014 über No Sleep Records neu aufgelegt)
- 2014: In Humor and Sadness (Album, Good Fight Music, eOne Music)
- 2017: Two Parts Viper (Album, eOne Music, Cooking Vinyl)
- 2020: Love is Ain't Dead (EP, Chariot Music, Cooking Vinyl)
- 2020: Give One Take One (Album, Cooking Vinyl)
- 2023: Yes, and… (Album)